# Орландо Пайретс
Орландо Пайретс (англ. Orlando Pirates Football Club) — південноафриканський футбольний клуб з міста Йоганнесбург. Заснований 1937 року із назвою «Орландо Бойз» (англ. Orlando Boys Club). Свою нинішню назву отримали 1940 року.

## Результати вПрем'єр-лізі ПАР

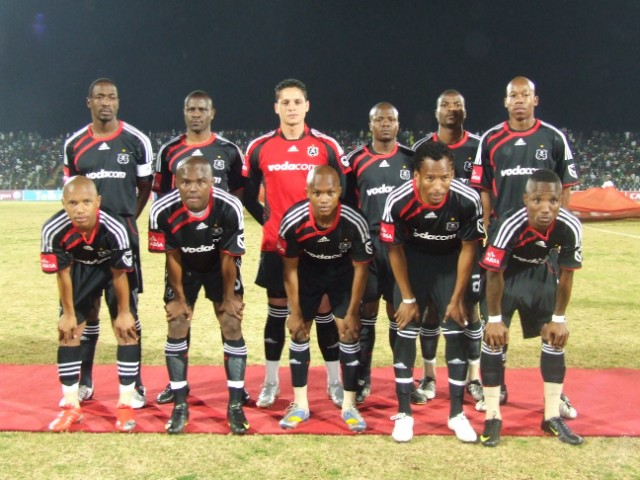
Орландо Пайретс перед матчем (2009)

- 2009/2010 — 5
- 2008/2009 — 2
- 2007/2008 — 8
- 2006/2007 — 5
- 2005/2006 — 2
- 2004/2005 — 2
- 2003/2004 — 5
- 2002/2003 — 1
- 2001/2002 — 3
- 2000/2001 — 1
- 1999/2000 — 2
- 1998/1999 — 3
- 1997/1998 — 3
- 1996/1997 — 3

## Досягнення

### Внутрішні
- Чемпіон ПАР — 7: 1971, 1973, 1975, 1976, 1994, 2001 і 2003.

- Прем'єр-ліга ПАР
  - Чемпіон: 2000-01, 2002-03

- Національна Соккер-ліга
  - Чемпіон: 1994

- Національна Прем'єр Соккер-ліга
  - Чемпіон: 1971, 1973, 1975, 1976

- Nedbank Cup
  - Чемпіон: 1988, 1996

- Mainstay Cup
  - Чемпіон: 1980

- Life Challenge Cup
  - Чемпіон: 1973, 1974, 1975

- Top Eight Cup
  - Чемпіон: 1972, 1973, 1978, 1983, 1993, 1996, 2000

- Castle Challenge
  - Чемпіон: 1992

- Sales House Cup
  - Чемпіон: 1972, 1975, 1977, 1983

- Benson and Hedges Trophy
  - Чемпіон: 1973, 1974

- Charity Cup
  - Чемпіон: 1993, 1995, 1997, 1999, 2001, 2008, 2009

- Vodacom Challenge
  - Чемпіон: 1999, 2005

- PSL Reserve League
  - Чемпіон: 2007

### Міжнародні
- Ліга чемпіонів КАФ
  - Переможець: 1995

- Суперкубок КАФ
  - Переможець: 1996